# Kenkichi Oshima
Kenkichi Oshima, född 10 november 1908 i Kanazawa, död 30 mars 1985, var en japansk friidrottare.
Oshima blev olympisk bronsmedaljör i tresteg vid sommarspelen 1932 i Los Angeles.